# Чемпіонат Європи з кросу 2024
Чемпіонат Європи з кросу 2024 був проведений 8 грудня в Анталії.
Про надання Анталії права проводити чемпіонат було анонсовано 12 листопада 2022.

## Призери

### Чоловіки
| Першість | Золото | Золото  | Срібло                                                                     | Срібло | Бронза                                                                                              | Бронза |
| -------- | --- | ------- | -------------------------------------------------------------------------- | ------ | --------------------------------------------------------------------------------------------------- | ------ |
| Особиста | Якоб Інгебрігтсен Норвегія                                                                                          | 22.16   | Єманеберхан Кріппа Італія                                                  | 22.24  | Тьєррі Ндікумвенайо Іспанія                                                                         | 22.31  |
| Командна | Іспанія Тьєррі Ндікумвенайо (3) Нассім Ассаус (7) Абдессамад Ухельфен (8) Адель Мечаль Арон лас Ерас Фернандо Карро | 18 очок | Бельгія Айзек Кімелі (4) Йон Гейманс (15) Робін Гендрікс (18) Ніколаї Саке | 37     | Велика Британія Рорі Леонард (9) Г'юго Мілнер (11) Томер Таррагано (19) Елліс Кросс Закарія Махамед | 39     |

| Першість | Золото | Золото  | Срібло                                                                                      | Срібло | Бронза | Бронза |
| -------- | --- | ------- | ------------------------------------------------------------------------------------------- | ------ | --- | ------ |
| Особиста | Вілл Барнікоут Велика Британія                                                                                 | 18.27   | Ніколас Гріггз Ірландія                                                                     | 18.28  | Девід Стоун Велика Британія                                                                                | 18.31  |
| Командна | Велика Британія Вілл Барнікоут (1) Девід Стоун (3) Бретт Рашман (13) Джеймс Кінгстон Пітер Моллой Дафідд Джонс | 17 очок | Франція Люк ле Барон (5) П'єр Перрен (9) Мартен Перрен (10) Орел'єн Раджа Едуар Морен-Люзві | 24     | Данія Джоел Іблер Лілессе (7) Аксель Ванг Крістенсен (17) Еліас Аріель Ареструп Шифріс (18) Густав Бендсен | 42     |

| Першість | Золото                                                                                              | Золото  | Срібло                                                                        | Срібло | Бронза                                                                                      | Бронза |
| -------- | --------------------------------------------------------------------------------------------------- | ------- | ----------------------------------------------------------------------------- | ------ | ------------------------------------------------------------------------------------------- | ------ |
| Особиста | Нільс Ларос Нідерланди                                                                              | 14.07   | Джордж Кутті Велика Британія                                                  | 14.09  | Андреас Ф'єльд Гальворсен Норвегія                                                          | 14.16  |
| Командна | Норвегія Андреас Ф'єльд Гальворсен (3) Магнус Еєн (4) Крістіан Бротен Берве (10) Осмунд Сунде Ферде | 17 очок | Нідерланди Нільс Ларос (1) Хуан Зейдерлан (8) Натан Гаувард (11) Йохем Вірсма | 20     | Франція Ішак Дамані (6) Лені Ремер Мансіні (14) Маель Енрік (20) Жошуа Абраам Білаль Сафаді | 40     |

### Жінки
| Першість | Золото | Золото  | Срібло                                                                                                   | Срібло | Бронза                                                                    | Бронза |
| -------- | --- | ------- | --- | ------ | ------------------------------------------------------------------------- | ------ |
| Особиста | Надя Баттоклетті Італія | 25.43   | Констанце Клостергальфен Німеччина                                                                       | 25.54  | Ясмін Джан Туреччина                                                      | 26.01  |
| Командна | Італія Надя Баттоклетті (1) Еліза Пальмеро (13) Людовіка Каваллі (19) Ніколь Светлана Рейна Валентина Джеметто Федеріка дель Буоно | 33 очки | Велика Британія Кейт Аксфорд (10) Джессіка Гіббон (12) Іззі Фрай (14) Еббі Доннеллі Поппі Тенк Кері Г'юз | 36     | Бельгія Яна ван Лент (5) Ліса Ромс (18) Вікторія Варпі (23) Роксан Клеппе | 46     |

| Першість | Золото | Золото  | Срібло                                                                                              | Срібло | Бронза                                                          | Бронза |
| -------- | --- | ------- | --------------------------------------------------------------------------------------------------- | ------ | --------------------------------------------------------------- | ------ |
| Особиста | Фібі Андерсон Велика Британія                                                                                     | 21.16   | Марія Фореро Іспанія                                                                                | 21.21  | Ілона Мононен Фінляндія                                         | 21.24  |
| Командна | Велика Британія Фібі Андерсон (1) Мія Вальдманн (6) Тія Вілсон (17) Кейт Вілліс Меган Гедсбі Поппі Крейг-Мак-Філі | 24 очки | Туреччина Пелінсу Шахін (8) Есманур Їлмаз (14) Сіла Баїр (16) Нурсена Чето Уркуш Ішик Мерве Каракая | 38     | Німеччина Пія Шляттманн (4) Бланка Дерфель (10) Мія Юренка (26) | 40     |

| Першість | Золото | Золото | Срібло                                                                                      | Срібло | Бронза | Бронза |
| -------- | --- | ------ | ------------------------------------------------------------------------------------------- | ------ | --- | ------ |
| Особиста | Іннес Фітцджеральд Велика Британія                                                                                  | 15.47  | Джесс Бейлі Велика Британія                                                                 | 15.58  | Софія Тегерсен Данія                                                                                               | 16.03  |
| Командна | Велика Британія Іннес Фітцджеральд (1) Джесс Бейлі (2) Елеанор Стрівенс (6) Зої Гілбаді Ліззі Велстед Ізобель Джонс | 9 очок | Франція Жад ле Корр (5) Марго Дажу (9) Лілі-Меж Делоне-Фоліно (25) Норін Сдур Лалі Порентрю | 39     | Італія Лючія Арнольдо (12) Лаура Рибіджині (15) Ліча Феррарі (17) К'яра Мунаретто Аліче Роза Брузін Еліза Клементі | 44     |

### Змішана естафета
У складі кожної команди виступали двоє чоловіків та двоє жінок. Кожен з них біг по 1 колу, а загальна довжина 4 кіл естафетної дистанції складала 6322 м.
| Дистанція       | Золото                                                              | Золото | Срібло                                                   | Срібло | Бронза                                                            | Бронза |
| --------------- | ------------------------------------------------------------------- | ------ | -------------------------------------------------------- | ------ | ----------------------------------------------------------------- | ------ |
| 4 кола (6322 м) | ІталіяСебастьяно Пароліні Марта Дзеноні Сінтаєху Вісса П'єтро Арезе | 18.02  | ФранціяАнтуан Сенар Емілі Жирар Агат Гільємо Сімон Бедар | 18.02  | Велика БританіяДжошуа Лей Медді Дедман Еліз Торнер Тайлер Більярд | 18.02  |

## Медальний залік
| Місце               | Країна              | Золото | Срібло | Бронза | Загалом |
| ------------------- | ------------------- | ------ | ------ | ------ | ------- |
| 1                   | Велика Британія     | 6      | 3      | 3      | 12      |
| 2                   | Італія              | 3      | 1      | 1      | 5       |
| 3                   | Норвегія            | 2      | 0      | 1      | 3       |
| 4                   | Іспанія             | 1      | 1      | 1      | 3       |
| 5                   | Нідерланди          | 1      | 1      | 0      | 2       |
| 6                   | Франція             | 0      | 3      | 1      | 4       |
| 7                   | Бельгія             | 0      | 1      | 1      | 2       |
| 7                   | Німеччина           | 0      | 1      | 1      | 2       |
| 7                   | Туреччина           | 0      | 1      | 1      | 2       |
| 10                  | Ірландія            | 0      | 1      | 0      | 1       |
| 11                  | Данія               | 0      | 0      | 2      | 2       |
| 12                  | Фінляндія           | 0      | 0      | 1      | 1       |
| Загалом (12 збірні) | Загалом (12 збірні) | 13     | 13     | 13     | 39      |

## Українці на чемпіонаті

### Чоловіки
| Місце | Атлет                            | Результат |
| ----- | -------------------------------- | --------- |
| 56    | Роман Ростикус Львівська область | 23.52     |

| Місце | Атлет                                    | Результат |
| ----- | ---------------------------------------- | --------- |
| 4     | Андрій Атаманюк Хмельницька область      | 18.35     |
| 64    | Максим Караїм Львівська область          | 20.12     |
| 67    | Олексій Писарев Дніпропетровська область | 20.30     |

| Місце | Атлет                                       | Результат |
| ----- | ------------------------------------------- | --------- |
| 76    | Ростислав Матьковський Закарпатська область | 15.21     |
| 83    | Віталій Альохін Харківська область          | 15.41     |
| 91    | Тарас Гешко Чернівецька область             | 16.20     |

### Жінки
| Місце | Атлетка                           | Результат |
| ----- | --------------------------------- | --------- |
| 29    | Вікторія Калюжна Донецька область | 27.01     |
| —     | Ганна Жмурко Чернігівська область | DNS       |

| Місце | Атлетка                           | Результат |
| ----- | --------------------------------- | --------- |
| 28    | Уляна Рачинська Львівська область | 22.27     |

| Місце | Атлетка                                      | Результат |
| ----- | -------------------------------------------- | --------- |
| 61    | Софія Гордійчук Київ                         | 17.45     |
| 80    | Ольга Правецька Тернопільська область        | 18.16     |
| 90    | Наталія Білінкевич Івано-Франківська область | 20.39     |

### Змішана естафета
| Місце | Команда | Результат |
| ----- | --- | --------- |
| 10    | Вадим Лонський Донецька областьТетяна Чорновол Київська областьАліна Корсунська Київська областьВасиль Сабуняк Київ | 19.23     |